# 장멍 (1981년)
장멍(중국어 간체자: 张萌, 정체자: 張萌, 병음: Zhāng Méng, 한자음: 장맹, 1981년 3월 6일 ~ )은 중국의 배우이다.

## 학력
- 뉴사우스웨일스 대학교

## 출연작

### 드라마
- 2010년 CCTV-8 황금강당극장 《신화》  - 우희 역
- 2010년 CCTV-8 황금강당극장 《이검》 - 마몽란 역
- 2011년 CCTV-1 제일특약극장 《당랑탐안》 - 황궐 역
- 2011년 CCTV-1 제일특약극장 《개천백지》 - 양카이후이 역
- 2011년 CCTV-8 황금강당극장 《금지옥엽》 - 옥기 역
- 2011년 동방 위성 텔레비전 동방극장 《남인방 1》 - 리우빙빙 역
- 2012년 후난위성텔레비전 골든망고극장 《그대는 내사랑》 - 염길 역
- 2012년 저장 위성 텔레비전 중국람극장 《심출》 - 샤오친 역
- 2014년 장쑤 위성 텔레비전 행복극장 《이혼률사》 - 자오옌옌 역
- 2014년 후난위성텔레비전 찬석독파극장 《신조협려 2014》 - 유영 역
- 2014년 후난위성텔레비전 찬석독파극장 《고검기담》 - 방여심 역
- 2015년 장쑤 위성 텔레비전 행복극장 《천금여적》 - 야오메이야 역
- 2015년 후난위성텔레비전 찬석독파극장 《진시명월》 - 여희 역
- 2016년 후난위성텔레비전 금응독파극장 《소장부》 - 육소산 역
- 2016년 후난위성텔레비전 찬석독파극장 《환성 : 신들의 전쟁》 - 염달공주 역
- 2017년 후난위성텔레비전 금응독파극장 《주말부모》 - 자오주디 역
- 2017년 텐센트 웹드라마 《사해》 - 수난 역
- 2019년 아이치이 웹드라마 《백발》
- 2019년 텐센트 웹드라마 《내 여자친구는 외계인》 - 차이지애 역
- 2020년 동방 위성 텔레비전 동방극장 《안가 : Selling Dream》 - 장청청 역
- 2020년 동방 위성 텔레비전 동방극장 《재일기》 - 교교 역
- 2021년 장쑤 위성 텔레비전 행복극장 《저개세계불간검》 - 위지아지에 역
- 2021년 아이치이 웹드라마 《심적전환》 - 거위란 역
- 2021년 동방 위성 텔레비전 동방극장 《돌위》 - 우링롱 역
- 2021년 CCTV-8 황금강당극장 《화평지주》 - 선모 역
- 2022년 장쑤 위성 텔레비전 행복극장 《엽준》 - 예신옌 역
- 2022년 동방 위성 텔레비전 동방극장 《대박혁》 - 치샤오화 역
- 2022년 텐센트 웹드라마 《내 여자친구는 외계인 2》 -차이지에 역
- 2022년 장쑤 위성 텔레비전 행복극장 《간언적하동》 - 수산 역
- 2023년 텐센트 웹드라마 《타지시부상수》 - 징쥐치우  역
- 2023년 동방 위성 텔레비전 동방극장 《후랑》 - 양샤오훙 역